# 위 환공
위 환공(衛桓公)은 춘추시대 위나라 위장공의 아들이다.
위나라의 제후가 되어 훌륭한 정치를 펼쳤지만, 송나라 상공이 정나라 장공을 칠 때 가다가 공자 주우에게 시해되었다.
위환공의 뒤를 이은 위선공과 대부 석작은 공자 주우와 석후를 진나라에서 참하게 하였다. 그 후 그 목들을 위환공의 영전에 바치게 했다.
| 선대 아버지 위 무공 | 제13대 위나라 임금 기원전 734년 ~ 기원전 719년 | 후대 동기 공자 주우 |